# Unity of Command II
Unity of Command II ist ein rundenbasiertes Strategiespiel, das militärische Operationen von mechanisierten Divisionen während des Zweiten Weltkriegs von 1939 bis 1945 mit Schwerpunkt auf Kontinentaleuropa simuliert.
Das taktische Kriegsspiel wurde von 2×2 Games mit Unterstützung des kroatischen Spieleentwicklers CroTeam konzeptioniert und programmiert und am 12. November 2019 für das Betriebssystem Windows veröffentlicht. Eine Portierung für macOS erschien am 15. Februar 2021. Das rundenbasierte Taktikspiel ist der Nachfolger von Unity of Command aus dem Jahr 2011.

## Entwicklung
Ende 2014 begannen die Entwicklungsarbeiten, offiziell angekündigt wurde das Computerspiel jedoch erst 2019. Die sichtbarste Veränderung gegenüber dessen Vorgänger ist der Übergang von 2D zu 3D-Grafik unter Verwendung einer speziell für dieses Spiel entwickelten proprietären Grafik-Engine. Eine weitere zwingende Voraussetzung ist ein 64-Bit-Betriebssystem. Gegenüber dem ersten Teil ergänzte Spielmechaniken sind Nebel des Krieges, Hauptquartiere, Nachschublager, Luftlandeoperationen oder die Möglichkeit, hinter die feindlichen Linien zu gelangen und deren Infrastruktur zu sabotieren.

## Spielmechanik
In fünf Kampagnen werden Elemente einer taktischen Militär-Simulation zu einer strategischen Kriegssimulation kombiniert und die wesentlichen Attribute Bewaffnung, Panzerung und landgebundene Bewegung von Divisionen nachgebildet und visuell dargestellt. Spieler befehligen diese Divisionen mit dem Spielziel, Missionen zu absolvieren, von denen jede eine Reihe von Begegnungen beinhaltet, bei denen es darum geht, gegnerische Landstreitkräfte zu vernichten und Gegenangriffe abzuwehren. Die Konfliktsimulation konzentriert sich ausschließlich auf Landstreitkräfte aus Infanterie, motorisierter Infanterie und Panzereinheiten. Luftnahunterstützung sowie taktische Feuerunterstützung durch Bomber und Marine stehen ausschließlich als Ereignisse zur Verfügung. Ein Spieltempo bei dem rundenbasierten Taktikspiel gibt es nicht, pro Runde wechselt die Bewegungs- und Kampfmöglichkeit einmal zwischen den zwei Fraktionen.

### Einheiten
Die Einheiten repräsentieren militärische Formationen auf Divisionsebene bzw. Korps-Ebene auf sowjetischer Seite. Alle Einheiten kennzeichnen sich durch die fünf Eigenschaften Angriff, Verteidigung, Bewegungsreichweite, Panzerung und Erfahrung. Die Angriffs- bzw. Verteidigungswerte multipliziert mit der gefechtsfähigen Mannstärke der Division ergibt eine Kampffähigkeit. Einheiten können um Kampfunterstützungs-Truppen wie Artillerie- und Pionierbrigaden ergänzt werden, die zum Kampfwert addiert werden. Alle Einheiten haben Bewegungs- und Angriffspunkte, die in freier Reihenfolge umgesetzt werden können, ungenutzte Angriffspunkte lassen sich in zusätzliche Bewegungspunkte umwandeln. Auf der Gefechtskarte werden alle platzierten Divisionen entweder durch die entsprechenden Uniformen oder eine kennzeichnende Panzerwaffe symbolisiert. Über 1000 verschiedene Einheiten und 60 Szenarien werden simuliert.

### Gefechtskarte
Die zweidimensionale Gefechtskarte wird orthogonal dargestellt, kann jedoch frei gedreht und in fünf Vergrößerungsstufen aufgelöst werden. Die Topografische Karte ist parketiert durch ein Sechseckraster, jedes Hexagon ist einem von 12 Geländetypen zugeordnet. Gleistrassen, asphaltierte Straßen, unbefestigte Wege und Gewässer (Flüsse, Bäche, Seen und Wadis) durchziehen die Spielkarte. Die unterschiedlichen Geländeeigenschaften beeinflussen Einheiten durch Boni und Mali hinsichtlich Bewegungsreichweite und Gefechtsstärke. Auf jedem Hexagon kann maximal eine Einheit platziert werden, diese jedoch mit einem Hauptquartier oder einem Versorgungspunkt kombiniert werden. Feindliche Einheiten in nicht aufgeklärten Bereichen verschwinden unter einem Nebel des Krieges. Dynamische Wetterereignisse verändern die Geländeeigenschaften, der Spieler kann durch den Abriss und Bau von Brücken in das Bewegungsprofil eingreifen.

### Kampfphase
Gefechte erfolgen ausschließlich mit feindlichen Einheiten auf benachbarten Hexagonen, Fernkämpfe über mehrere Felder werden nicht simuliert. Der Gefechtsausgang ist nicht deterministisch, unterliegt einem gewollten Zufall und weicht von der zuvor angezeigten Prognose ab.

### Versorgung und Führung
Zu Beginn jeder Runde werden Einheiten mit Nachschub versorgt, sofern diese an ein Versorgungsnetzwerk angeschlossen sind, dass von Versorgungspunkten am Spielfeldrand über Gleistrassen und Lastwagen unterbrechungsfrei sichergestellt werden muss. Diese Spielmechanik verändert das von der Panzer-General-Reihe (1994) bekannte Spielprinzip, da es den erfolgreichen Kampf um die jeweiligen Nachschublinien und Kesselschlachten zur zentralen Siegvoraussetzung macht. Alle Einheiten sind mehrheitlich einem (mobilen) Hauptquartier (Heeres- oder Panzergruppe) zugeordnet, dass weitere Spezialfähigkeiten von Einheiten auslösen kann, sofern sich diese in Befehlsreichweite befinden.

## Kampagnen
Zehn Kampagnen können vor dem Hintergrund des Zweiten Weltkriegs in Kontinentaleuropa und Nordafrika gespielt werden:
| Kampagne             | erschienen        | Fraktion                  | Missionen | Zeitraum                       | Schauplatz                                                                |
| -------------------- | ----------------- | ------------------------- | --------- | ------------------------------ | ------------------------------------------------------------------------- |
| Die zweite Front     | 12. November 2019 | Alliierte                 | 17        | 6. April 1943 – März 1945      | von Nordafrika bis Böhmen                                                 |
| Sieg im Westen       | 12. November 2019 | Alliierte                 | 28        | Juni 1944 – März 1945          | von Operation Overlord bis zur Schlacht um Berlin                         |
| Blitzkrieg           | 5. November 2020  | Achsenmächte              | 13        | 1. September 1939 – April 1941 | Überfall auf Polen, Unternehmen Weserübung, Westfeldzug und Balkanfeldzug |
| Barbarossa           | 21. April 2021    | Achsenmächte              | 24        | Juni – Dezember 1941           | Unternehmen Barbarossa bis zur Schlacht um Moskau                         |
| Moscow 41            | 31. August 2021   | Rote Armee                | 12        | Winter 1941 – Frühjahr 1942    | Deutsch-Sowjetischer Krieg                                                |
| Stalingrad           | 15. November 2021 | Achsenmächte              | 24        | Juni – November 1942           | Heeresgruppe Süd: Fall Blau                                               |
| Desert Rats          | 14. Juli 2022     | Alliierte                 | 21        | November 1940 – März 1943      | Ost-/Nordafrika, Mittelmeerraum                                           |
| Don 42               | 18. Mai 2023      | Rote Armee                | 11        | November 1942 – Februar 1943   | Operation Mars                                                            |
| Kursk (Zitadelle 43) | 19. Oktober 2023  | Rote Armee / Achsenmächte | 16 / 15   | Sommer 1943 – Ende 1943        | Unternehmen Zitadelle                                                     |
| Berlin (Balaton 45)  | 24. Oktober 2024  | Rote Armee / Achsenmächte | 25 / 7    | Januar 1944 – Mai 1944         | Schlacht um Berlin                                                        |

Divisionen gewinnen innerhalb der Kampagnen missionsübergreifend durch Kampfeinsatz an Erfahrung und können von regulären Einheiten zu Elitetruppen werden.

### Missionen
Missionen müssen innerhalb einer vorgegebenen Rundenanzahl absolviert werden, das Erreichen der optionalen und fakultativen Missionsziele innerhalb des vorgegebenen Rundenlimits wird mit der In-Game-Währung „Prestige“ belohnt. Mit Prestige können zusätzliche Unterstützungskompanien, Hauptquartierverbesserung oder Ereigniskarten erworben werden. Neben historischen akkuraten Missionen existieren auch kontrafaktische Kriegsverläufe wie die Durchführung von Unternehmen Seelöwe. Vier Schwierigkeitsgrade (leicht, normal, klassisch, schwer) können vor Spielbeginn gewählt werden, diese haben Einfluss auf Rundenlimits, Prestigebelohnung und Anzahl der Aktionskarten.

## Spielziel
Das Spielziel ist stets die gewaltsame Lösung eines bewaffneten Konflikts in einem Landkrieg. Mit (mechanisierten) Infanterie- und Panzerdivisionen werden feindliche Einheiten bekämpft und vernichtet. Das Computerprogramm hat eine grafische Oberfläche. Das primäre Spielziel darin liegt, mit bewaffneten Landeinheiten andere, vom Computer oder einem Mitspieler kontrollierte Einheiten zu vernichten oder deren Kampffähigkeit so weit zu verringern, dass sie nicht mehr zur Fortsetzung des Kampfes fähig sind, und zentrale Schlüsselpositionen zu erobern.
Das fakultativen und optionalen Siegbedingungen bleiben über die Dauer einer Mission statisch.

## Spielewelt
Die dreidimensionale Spielewelt ist nach oben durch Luftraum, nach unten durch das Terrain und an den Außenflächen durch Grenzen begrenzt, die ein Verlassen der Spielewelt verhindern. Jede Einheit hat auf der Hex-Karte der Spielewelt eine Position, Stärke, Reichweite und Orientierung. Die simulierten Einheiten sind als texturierte Volumenmodelle ausgeführt und drehen sich in Richtung der Feinde. Die klimatischen Bedingungen verändern sich jahreszeitabhängig, Regen zieht dynamisch über Karten und verändert genauso wie Frost das Terrain und die mögliche Marschgeschwindigkeit.
Mit einem integrierten Karteneditor können eigene Maps erstellt werden.

## Herausforderung
Die Herausforderung einer Kriegssimulation liegt in der gleichzeitigen räumlichen Orientierung und Aufklärung der Lage sowie der Zielfindung und -bekämpfung mit der bestgeeigneten Truppengattung unter Ausnutzung von Feuer und Bewegung, zusammenfassend die Koordination von Feuer und Bewegung von (motorisierten) Streitkräften in einer militärischen Konfrontation. Der Spieler erlebt eine Bedrohungssituation ohne Zeitstress. Das Spiel erfordert sowohl Übersicht als auch Priorisierung der Ziele und einen strategischen Plan. Der Spieler und die Bots führen ihre Handlungen abwechselnd in fortlaufenden Runden aus, wodurch sich Lage und Bedrohungssituation permanent ändern.

## Schauplatz
Wie die meisten Kriegssimulatoren verwenden Unity of Command II den Zweiten Weltkrieg als Schauplatz; die Kriegsführung zu jener Zeit war langwierig und intensiv, das historische Material ist umfangreich, und die begrenzten Fähigkeiten der Divisionen dieser Zeit legen einen hohen Wert auf die Spielfähigkeit. In der Regel werden bei den Spielen entweder alliierte, sowjetische oder Divisionen der Achsenmächte eingesetzt. Die (Rahmen-)Handlung ist auf eine simple Erläuterung der jeweiligen Lage und Missionsziele reduziert, die simulierten Divisionen orientieren sich an realen Vorbildern. Durch die Platzierung der Spielhandlung in einem geschichtlichen Kontext suggeriert das Wargame eine historische, individuelle Kriegserfahrung.
Die Spielanzeigen umfassen eine Übersichtskarte, die das Lagebild mit der Position der eigenen und aufgeklärten Einheiten zeigt, die Versorgungslage, die Geländetypen, das Wetter und vom Gegner blockierte Hexagone.

## Titel
Der englische Titel Unity of Command (ˈju:nəti ɑ:v kəˈmænd) beschreibt in militärischen Organisationen den Grundsatz, dass alle unterstellten Mitglieder einer Struktur einem einzigen Befehlshaber verantwortlich sind, und kann mit „Einheitliche Führung“ übersetzt werden. Das United States Army Field Manual FM 100-5 (1954) beschreibt den Terminus wie folgt:

“The decisive application of full combat power requires unity of command. Unity of command results in unity of effort by coordinated action of all forces toward a common goal. Coordination may be achieved by direction or by cooperation. It is best achieved by vesting a single commander with requisite authority.”

„Der entschlossene Einsatz der gesamten Kampfkraft erfordert eine einheitliche Führung. Einheitliche Führung führt zu einheitlichem Handeln durch koordiniertes Vorgehen aller Kräfte auf ein gemeinsames Ziel hin. Die Koordinierung kann durch Weisung oder durch Zusammenarbeit erreicht werden. Sie wird am besten dadurch erreicht, dass ein einziger Befehlshaber mit den erforderlichen Befugnissen ausgestattet wird.“

## Rezension
Unity of Command II erhielt laut dem Review-Aggregator Metacritic „allgemein positive Bewertungen“ mit einer Wertung von 88 %.
Rob Zacny merkte in einer Rezension auf Vice an, dass das Spiel in vielerlei Hinsicht vom tatsächlichen Kriegsverlauf abweiche, aber dennoch eine „einfache Freude zu spielen“ sei, und nannte es ein „Kriegsspiel, das für eine lange Zeit zum genussvollen Perfektionismus einlädt“. Die Website Wargamer lobte die Grafik und behauptete, sie sei „eine der besten Augenweiden, die in diesem Jahr von einer Wargaming-Firma herausgebracht wurden“ und stellte fest, dass sich jede Mission aufgrund des einschüchternden Designs zufriedenstellend anfühle, und nannte es schließlich eine deutliche Verbesserung gegenüber dem ursprünglichen Unity of Command. Luke Plunkett nannte das Spiel auf der Website Kotaku das beste Wargame, das er seit Jahren gespielt habe, äußerte aber seine Enttäuschung über die Rundenbegrenzung und die eingeschränkte Kontrolle über einige Einheiten:

“This is a pure wargame: it's about moving troops and tanks und fighting with no consideration for politicking or ceasefire. […] This game is about orchestrating breakthroughs, exploiting gaps, with armor, and strategically blocking chokepoints. […] Strategy isn't subordinate to simplicity – and that's rare these days.”

„Dies ist ein reines Kriegsspiel: Es geht darum, Truppen und Panzer zu bewegen und zu kämpfen, ohne Rücksicht auf Politik oder Waffenstillstand. […] In diesem Spiel geht es darum, Durchbrüche zu orchestrieren, Lücken mit Panzern auszunutzen und strategisch Engpässe zu blockieren. […] Strategie ist keiner Vereinfachung untergeordnet – und das ist heutzutage selten.“

Die britische Computerspiele-Website Rock, Paper, Shotgun war ähnlich begeistert von dem Spiel und seinen Neuerungen und kam zu dem Schluss, dass „Wargames, die so schlau, attraktiv, freundlich und historisch gebildet sind, extrem selten daherkommen“. Das englischsprachige Computerspielmagazin PC Gamer merkte in seiner Rezension an, dass neue Ergänzungen wie Spezialisten und Hauptquartier-Upgrades erheblich zur Flexibilität der Kampagne beitragen und stellte fest, dass es auch historischen Abweichungen im Spiel gibt. Die Zeitschrift lobte das Interface als „certainly one of the best for wargame of this kind“ und vergab eine Gesamtwertung von 91 %. Matti Sandquist von PC Games lobte „die Kampagne mit den Alliierten wegen frischer Einsatzgebiete“, bemängelte jedoch, dass die „Missionen mit der Zeit doch recht ähnlich waren und die KI nicht immer ganz so überzeugend war“.

„Richtig gute Rundentaktik inklusive relevanter Versorgung, einiger cooler Spezialmanöver über das Hauptquartier, fordernder KI sowie einem Schuss Kartentaktik.“

GameSpot kritisierte sowohl die schlecht erklärten Einheiten-Piktogramme im Spiel, als auch das begrenzte Tutorial, das den Spieler dazu zwinge, Handbücher und Quellen zu konsultieren, lobte das Spiel aber dennoch als „eines der besten Strategiespiele der letzten Zeit“. Das britische Online-Videogame-Magazin PCGamesN nahm das Spiel in seine Liste der 10 besten Windows-Strategiespiele auf.

## Videos
- GameStar: So muss Hardcore-Strategie für ANFÄNGER aussehen! – Unity of Command 2 auf YouTube, 19. November 2019. (Video; 14:00 min)